# Apollo Victoria Theatre
L'Apollo Victoria Theatre è un teatro situato nella città di Westminster, nel West End di Londra di fronte alla stazione di Londra Victoria. 
Il teatro nacque come cinema nel 1930 e rimase adibito a quella funzione fino al 1976, prima di essere riconvertito a teatro nel 1981. Da allora il teatro ha ospitato diversi allestimenti di musical di successo e dal 2006 il musical Wicked è in cartellone all'Apollo Victoria Theatre.

## Storia
Progettato dall'architetto William Edward Trent, l'Apollo Victoria Theatre aprì al pubblico nel 1930 come New Victoria Cinema per la catena Gaumont British Picture Corporation. Il teatro fu costruito con due facciate identiche, una su Wilton Road e l'altra su Vauxhall Bridge Road.Le decorazioni degli interni sono in art deco. Il palco misure 22,6m x 7,3m e il backstage conta dieci camerini per il cast e due suites per gli attori principali.
Il cinema aprì al pubblico il 15 ottobre 1930 e la sala era provvista anche in un organo da teatro per il cinema muto e il varietà. Il teatro chiuse brevemente dal settembre 1940 al maggio 1941, ma non subì significativi danni durante la battaglia di Inghilterra e il cinema riaprì velocemente. Durante gli anni cinquanta si pensò di demolire il teatro, ma una fitta programmazione di balletti, spettacoli dal vivo e film evitarono il fallimento dell'attività. L'edificio continuò come cinema per gran parte degli anni settanta, prima di chiudere nel 1976. Dopo cinque anni di inattività, il teatro fu trasformato in una sala da concerti rock, a volte usate per le prove da Led Zeppelin.
L'Apollo Victoria fu definitivamente convertito a teatro nel 1981, quando fu inaugurato con un concerto di Shirley Bassey. Il teatro cominciò quindi ad ospitare diversi musical, a partire da The Sound of Music, a cui seguirono revival di Camelot (1982-1983) e Fiddler on the Roof (1983). Nel 1984 il teatro fu ristrutturato per ospitare l'elaborato allestimento del musical di Andrew Lloyd Webber Starlight Express. Il musical fu un trionfo di pubblico, tanto da rimanere in scena per quasi diciotto anni e oltre settemila rappresentazioni. Successivamente, il teatro ospitò Bombay Dreams per due anni, tra il 2002 e il 2004, mentre tra il 2004 e il 2006 un adattamento musicale de La febbre del sabato sera rimase in scena all'Apollo Victoria. Dal 2006 il teatro è occupato dal musical Wicked.